# Camp de l'Infantil
El Camp de l'Infantil es un estadio ubicado en el municipio de Sueca, en la Provincia de Valencia, dentro de la comarca de la Ribera Baja (Valencia), en la Comunidad Valenciana. Fue inaugurado el 8 de mayo de 1982 con motivo de la celebración de la Copa Mundial de Fútbol de 1982, que tuvo lugar en España. Su superficie es de césped artificial y cuenta con un aforo máximo de 1.000 espectadores. En la actualidad, el estadio se emplea principalmente para entrenamientos y eventos de fútbol. Además, es la sede oficial de la Sociedad Deportiva Sueca

## Historia de L'Infantil
En 1928, el maestro y pedagogo José Mahíques fundó un equipo de fútbol denominado "L'Infantil", compuesto en su mayoría por alumnos del Centro Politécnico de Sueca. En 1935, debido al incremento en el número de socios, se solicitó la licencia federativa y el club pasó a denominarse Sociedad Deportiva Sueca, mientras que el campo de juego mantuvo el nombre "L'Infantil", nomenclatura que aún se conserva. Posteriormente, las gradas del estadio fueron construidas gracias a la colaboración económica de los socios de la Sociedad Deportiva Sueca.

## Inauguración
El estadio fue inaugurado en 1982 para servir como campo de entrenamiento para algunas selecciones de fútbol durante la Copa Mundial de ese año. Actualmente, pertenece a la Real Federación Española de Fútbol, al igual que otros recintos como el Estadio de la Ermita, ubicado en la localidad de Alginet.